# Pilzplattkäfer
Die Pilzplattkäfer (Biphyllidae) stellen eine Familie der Käfer (Coleoptera) dar.

## Merkmale
Es handelt sich um kleine, schwarz- bis rotbraun gefärbte Käfer mit einer Körperlänge zwischen 2,3 und 3,3 Millimeter. Die Körperoberseite ist dicht behaart und kann Punktreihen (Biphyllus) bzw. eine Streifung (Diplocoelus) aufweisen. Die Fühlerkeulen können zwei (Biphyllus) bzw. drei Glieder (Diplocoelus) haben. Die Beine sind fünfgliedrig, wobei das vierte Glied am kleinsten ist.

## Lebensweise
Die Pilzplattkäfer leben von Myzel und finden sich vor allem an verpilzten Rinden von Laubbäumen oder auch an Baumpilzen (Biphyllus).

## Systematik
Weltweit sind etwa 200 Arten bekannt, im südlichen Mitteleuropa wurden bisher vier Arten nachgewiesen. In Europa kommen insgesamt fünf Arten in zwei Gattungen vor.

### GattungBiphyllusDejean, 1821
- Biphyllus frater (Aubé, 1850)
- Biphyllus lunatus (Fabricius, 1787)
- Biphyllus subellipticus (Wollaston, 1862)
- Biphyllus typhaeoides (Wollaston, 1862)

### GattungDiplocoelusGuérin-Ménéville, 1844
- Diplocoelus fagi Guérin-Ménéville, 1838